# Wompou
Wompou (arabisch وابو) ist eine Gemeinde in der Verwaltungsregion Guidimaka in Mauretanien und ist Hauptstadt des Départements Wompou.

## Geographie
Der Hauptort der Gemeinde Wompou liegt 476 Kilometer südöstlich von Nouakchott auf etwa 25 m Meereshöhe im zentralen Süden des Landes zwischen der fruchtbaren Uferterrasse des Niorobel im Norden und der Schwemmlandebene des Grenzflusses Senegal im Süden am Mare de Wompou, einem Altwasserarm des Senegal. Der Ortskern ist vom Senegal-Hauptarm im Südwesten 1800 Meter entfernt.

## Bevölkerung
Die Bevölkerungszahl der Gemeinde hat in den Jahren 2013 bis 2023 von 13.250 auf 8.611 Einwohner abgenommen, verursacht durch die Errichtung des Ortes Sangué Diéri als eigenständige Gemeinde. Der Hauptort Wompou selbst hat 3.746 Einwohner (2023). Daneben gibt es noch acht andere bewohnte Orte.